# Lepomis gibbosus
La perca sol (Lepomis gibbosus) es un pez de la familia Centrarchidae.

## Etimología
El nombre del género tiene origen griego: λεπίς (escama) y πώμα (tapa, opérculo), haciendo referencia a los visibles opérculos, y el de la especie tiene origen latino, gibbosus procede de gibba, que significa joroba, por la evidente giba que presenta.

## Descripción general
Pez de cuerpo alto y comprimido lateralmente, con una pequeña giba, de 20-35 (40 cm) cm y hasta 630 g Posee una única aleta dorsal, con radios espinosos en la parte anterior, y blandos ramificados en la posterior, con una gran depresión en el centro. Las aletas de la zona pectoral  son largas y puntiagudas. La primera parte de la aleta dorsal cuenta con 10-12 espinas, y la segunda está formada por un número igual de radios blandos. Cuenta con 3 espinas en la aleta anal seguidas de 8 a 11 radios blandos. El número de vértebras en la columna es de 28 a 30.
Tiene la boca pequeña. Destaca mucho a la vista la forma del opérculo (tapa branquial), que tiene un extremo saliente redondeado de gran tamaño sobre las aletas pectorales, que desde el flanco le da una apariencia de “pez con orejas” más visible en los ejemplares machos que en las hembras, al estar coloreado de oscuro. En los laterales presenta dibujos sinuosos formando hileras de color verde turquesa y naranjas; el vientre es también de tonos anaranjados. La coloración en la zona ventral es naranja o amarilla. Por detrás de los opérculos presenta una evidente mancha negra rodeada de rojo en los machos y de naranja en las hembras. La línea lateral es visible.
Los machos son de colores más vistosos que las hembras y tienen el extremo del opérculo más marcado, con una mancha de color rojo en los machos y naranja en las hembras.

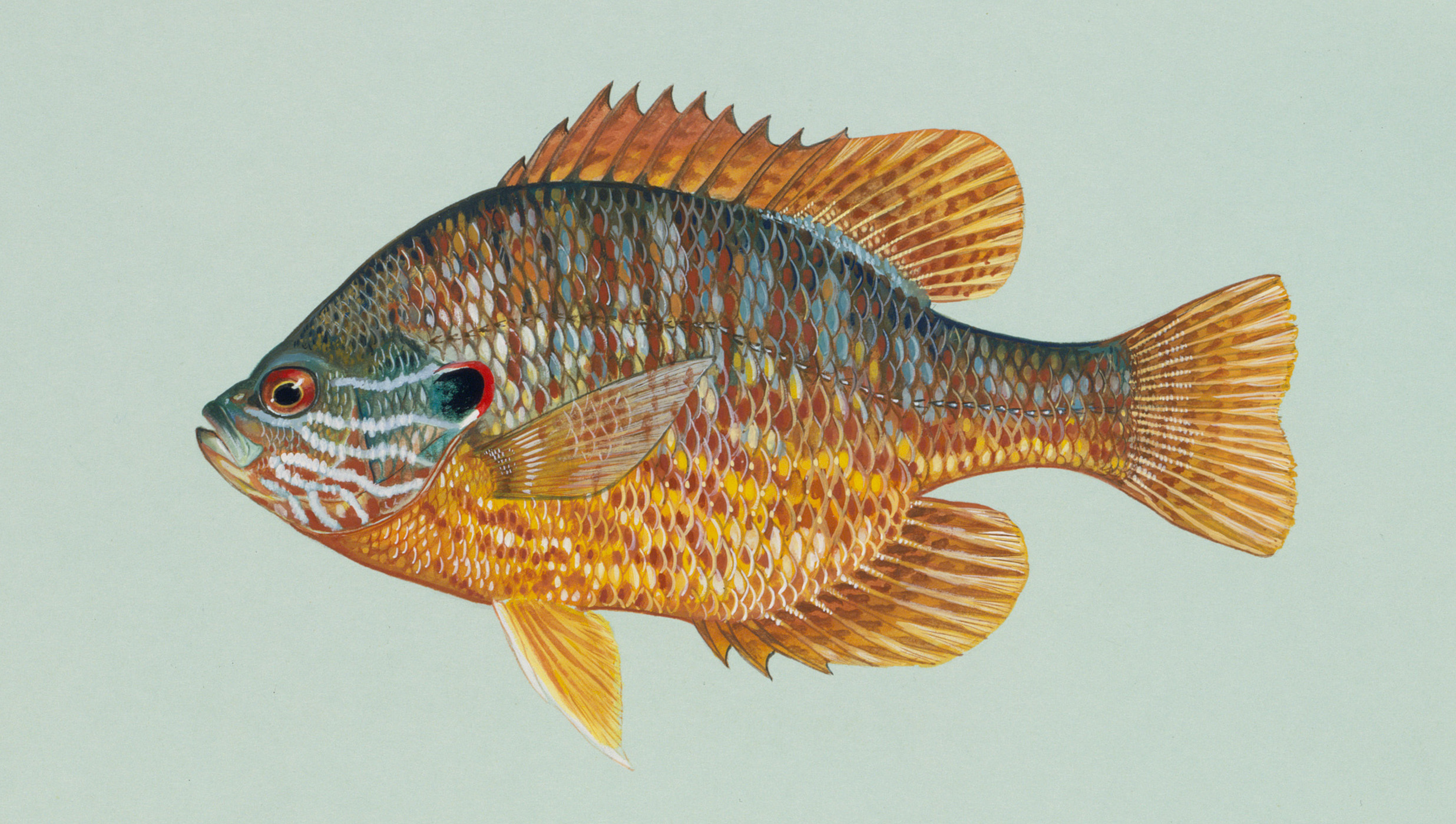
Dibujo descriptivo de L. gibbosus

## Biología-ecología

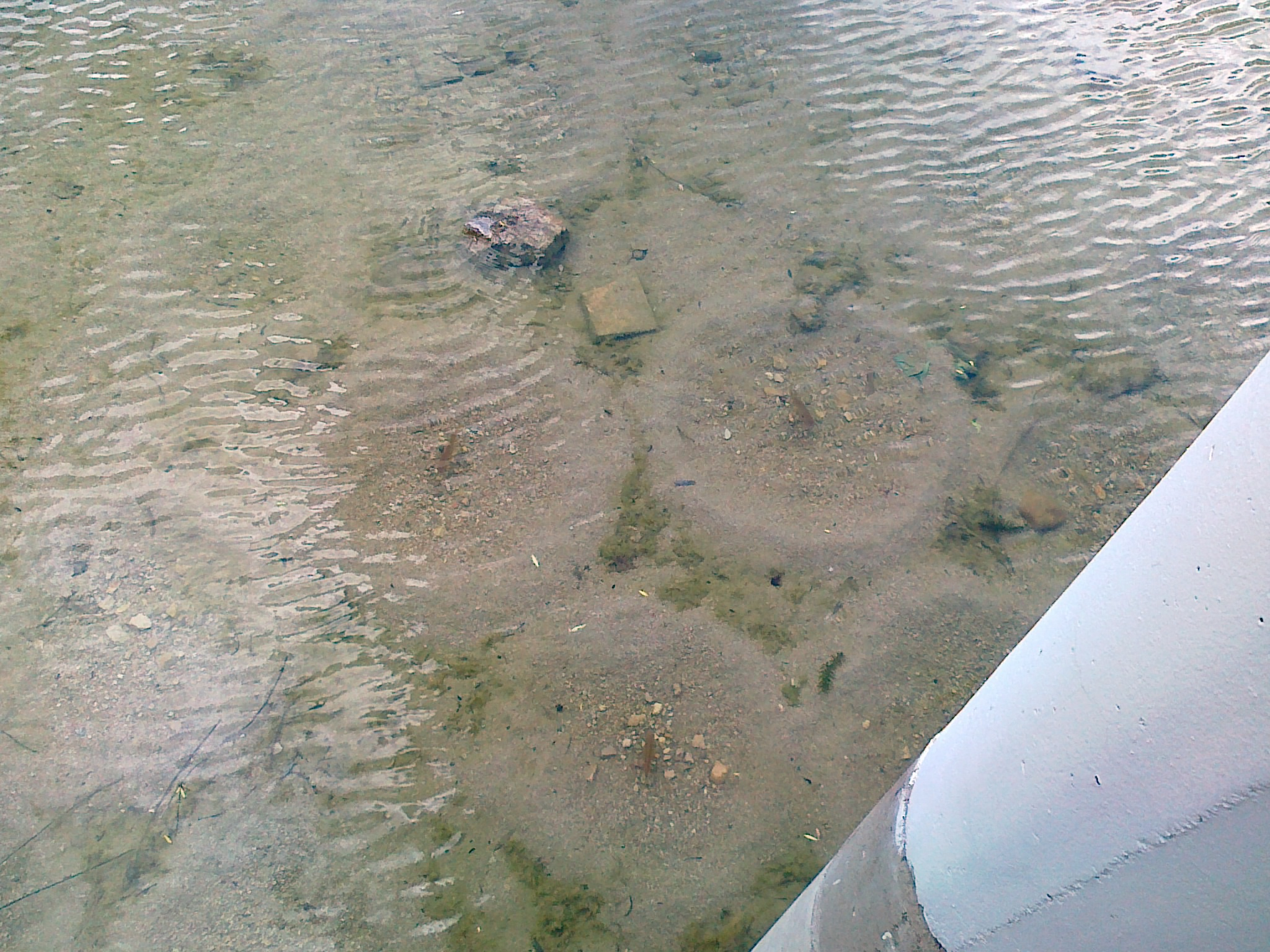
Territorio percasol

Es una especie de costumbres gregarias fuera de las épocas de reproducción, pero cuando llegan la temporada de freza en los meses cálidos, los machos son enormemente territoriales y defienden su territorio con violencia.
Se reproduce de mayo a julio. El macho excava una depresión en el sustrato, donde cuida la puesta. Incluso puede cuidar al mismo tiempo en la misma depresión las puestas de varias hembras. Cada hembra puede poner en una temporada un número muy variable de huevos (de 500 hasta cerca de 40 000).
Es omnívoro-carnívoro: captura invertebrados, alevines y jóvenes de otros peces. Incluso se ha especializado en aquellas zonas donde ha sido introducido en devorar los huevos y larvas de otras especies.

## Hábitat
Frecuenta zonas profundas.
Es un pez de extraordinaria resistencia, capaz de aclimatarse a diversas calidades de agua, así como temperaturas más cálidas que en sus aguas de origen, razón por la cual coloniza la zona en la que es artificialmente introducido causando daños a la fauna local.

## Distribución general
Pez originario de América del Norte, de Nuevo Brunswick (Canadá) a Carolina del Sur (EE. UU.).
Fue introducido en la península ibérica por primera vez en 1910-1913 en el lago de Bañolas, y en la cuenca del Guadiana a finales de los años setenta. Actualmente se encuentra distribuido por todas las cuencas españolas.

### Carácter invasor en España
Debido a su potencial colonizador y constituir una amenaza grave para las especies autóctonas, los hábitats o los ecosistemas, esta especie ha sido incluida en el Catálogo Español de Especies Exóticas Invasoras, aprobado por Real Decreto 630/2013, de 2 de agosto, estando prohibida en España su introducción en el medio natural, posesión, transporte, tráfico y comercio.
Un informe elaborado por la Confederación Hidrográfica del Júcar (CJH) refleja el resultado de las prospecciones realizadas por la Confederación sobre la biomasa de especies piscícolas existentes actualmente en el lago de la Albufera en el que aparecieron especies invasoras como el percasol.